# Barbara Sutton
Barbara Sutton (nacida como Barbara Giles, 1953) es una deportista británica que compitió en bádminton para Inglaterra en las modalidades de dobles y dobles mixto.
Ganó una medalla de bronce en el Campeonato Mundial de Bádminton de 1983 y dos medallas en el Campeonato Europeo de Bádminton, plata en 1978 y bronce en 1974.

## Palmarés internacional
| Representando a Inglaterra |                       |                   |              |
| Campeonato Mundial         |                       |                   |              |
| Año                        | Lugar                 | Medalla           | Prueba       |
| 1980                       | Yakarta (Indonesia)   | Medalla de bronce | Dobles       |
| Campeonato Europeo         |                       |                   |              |
| Año                        | Lugar                 | Medalla           | Prueba       |
| 1974                       | Viena (Austria)       | Medalla de bronce | Dobles mixto |
| 1978                       | Preston (Reino Unido) | Medalla de plata  | Dobles       |